# Hanatele din Caucaz
Hanatele din Caucaz, au fost diverse provincii și principate stabilite de Iran pe teritoriile lor din Caucaz (actuala Republica Azerbaidjan, Armenia, Georgia și Daghestan) de la sfârșitul Safevizi până la dinastia Qadjar (sec.XVIII-XIX).
După moartea domnitorului Iranului Nadir șah Afșar (1747), Azerbaidjanul a câștigat o șansă de a recupera independență. Însă acest proces nu s-a desfășurat rezultând crearea unui stat unitar azer, ci mai multor Hanate independente.
Cauzele eșecului statului unitar Azerbaidjan și fărâmițării feudale au fost:
- Dominația sistemului gospodăria naturală
- Slăbiciunea relațiilor economice
- Certurile interne și contradicții

În a două jumatate a sec. XVIII, în Azerbaidjan nu exista un centru economic unitar și regiunile aveau un regim de sine stătator închis. Feudalii locali – hanii, sultanii, bey-ii - ocupându-se numai de independența proprie, erau interesați în menținerea fărâmițării feudale și împiedicau prin orice mijloace unirea țării și crearea puterii centralizate.
Istoria aproape a tuturor hanatelor din Azerbaidjan este plină de razboaie neîntrerupte și lovituri de palat. Cele mai puternice hanate erau Urmia, Șeki, Karabah, Quba, Hoy.

## Hanatele din Caucaz
- Hanatul Șeki
- Hanatul Quba
- Hanatul Șirvan
- Hanatul Karabah
- Hanatul Salyan
- Hanatul Djavad
- Hanatul Gandja
- Hanatul Baku
- Hanatul Irevan
- Hanatul Nahcivan
- Hanatul Derbent
- Hanatul Lankaran (Talîș)
- Sultanatul Ilisu
- Sultanatul Qutqașîn
- Sultanatul Qazah-Șamșaddil
- Sultanatul Borcealî
- Sultanatul Araș
- Hanatul Urmia
- Hanatul Tabriz
- Hanatul Ardabil
- Hanatul Hoy
- Hanatul Qaradagh
- Hanatul Sarab
- Hanatul Maragha
- Hanatul Maku

Perioada Hanatelor independente s-a terminat odată cu cucerirea Transcaucaziei de către Imperiul Rus. Juridic ultimele hanate din Caucaz de Nord au fost încorporate Rusiei în 1828, iar hanatele din Azerbaidjanul au devenit parte din statul Qadjarilor, ceea ce a pus temelia despărțirii unui popor mai bine de 200 de ani.
1. ↑  George Bournoutian. The Khanate of Erevan Under Qajar Rule: 1795-1828. (Mazda Publishers, 1992), p. xxiii; "The term khanate refers to an area that was governed by hereditary or appointed governors with the title of khan or beglerbegi who performed a military and/or administrative function for the central government. By the nineteenth century, there were nine such khanates in Transcaucasia (...)"